# 다카마쓰칫코역
다카마쓰칫코역(일본어: 高松築港駅)은 일본 가가와현 다카마쓰시에 위치한 다카마쓰코토히라 전기철도 고토히라 선의 철도역이다. IruCa 취급 및 발권 창구가 역 구내에 있으며, 이 노선의 시점이기도 하다.

## 타는 곳
| 1 | ■ 고토히라 선 | 하행 | 가와라마치 · 이치노미야 · 다키노미야 · 고토텐코토히라 방면 |           |
| 2 | ■ 고토히라 선 | -    | 하차 전용                                                  | 선로 공용 |
| 3 | ■ 나가오 선   | 하행 | 가와라마치 · 다카타 · 나가오 방면                          | 선로 공용 |

## 이용 현황
| 승차 인원 추이 | 승차 인원 추이 |
| 연도           | 1일 평균       |
| -------------- | -------------- |
| 1995           | 13,114         |
| 1996           | 12,632         |
| 1997           | 13,317         |
| 1998           | 12,390         |
| 1999           | 10,949         |
| 2000           | 10,448         |
| 2001           | 10,537         |
| 2002           | 10,366         |
| 2003           | 10,414         |
| 2004           | 10,429         |
| 2005           | 9,488          |
| 2006           | 9,580          |
| 2007           | 10,764         |
| 2008           | 10,800         |
| 2009           | 10,301         |
| 2011           | 10,432         |
| 2012           | 10,527         |
| 2013           | 10,899         |
| 2014           | 10,824         |
| 2015           | 11,297         |

## 역 주변

### 도로
- 국도 제30호선
- 가가와 현도 173호 다카마쓰테이류죠리쓰린코엔 선

### 철도 · 항만
- 다카마쓰 항
- 시코쿠 여객철도 고토쿠 선 · 요산선 (다카마쓰역)
- 선포트 다카마쓰
- 다카마쓰 항 여객 터미널

### 공공기관 · 방송
- 다카마쓰 법무 합동 청사
  - 다카마쓰 법무국
  - 다카마쓰 고등 검찰청 · 지방 검찰청 · 입국 관리국
- 다카마쓰 고등 재판소 · 지방 재판소 · 가정 재판소 · 간이 재판소
- 니시닛폰 방송 본사
- 시코쿠 전력 본사

## 인접 역
| 다카마쓰코토히라 전기철도 고토히라 선 | 다카마쓰코토히라 전기철도 고토히라 선 | 다카마쓰코토히라 전기철도 고토히라 선        |
| ------------------------------------- | ------------------------------------- | -------------------------------------------- |
| 시·종착역                             | ■ 고토히라 선 (■ 나가오 선 직통 포함) | 가타하라마치 K 01 · N 01 고토덴코토히라 방면 |